# Iac

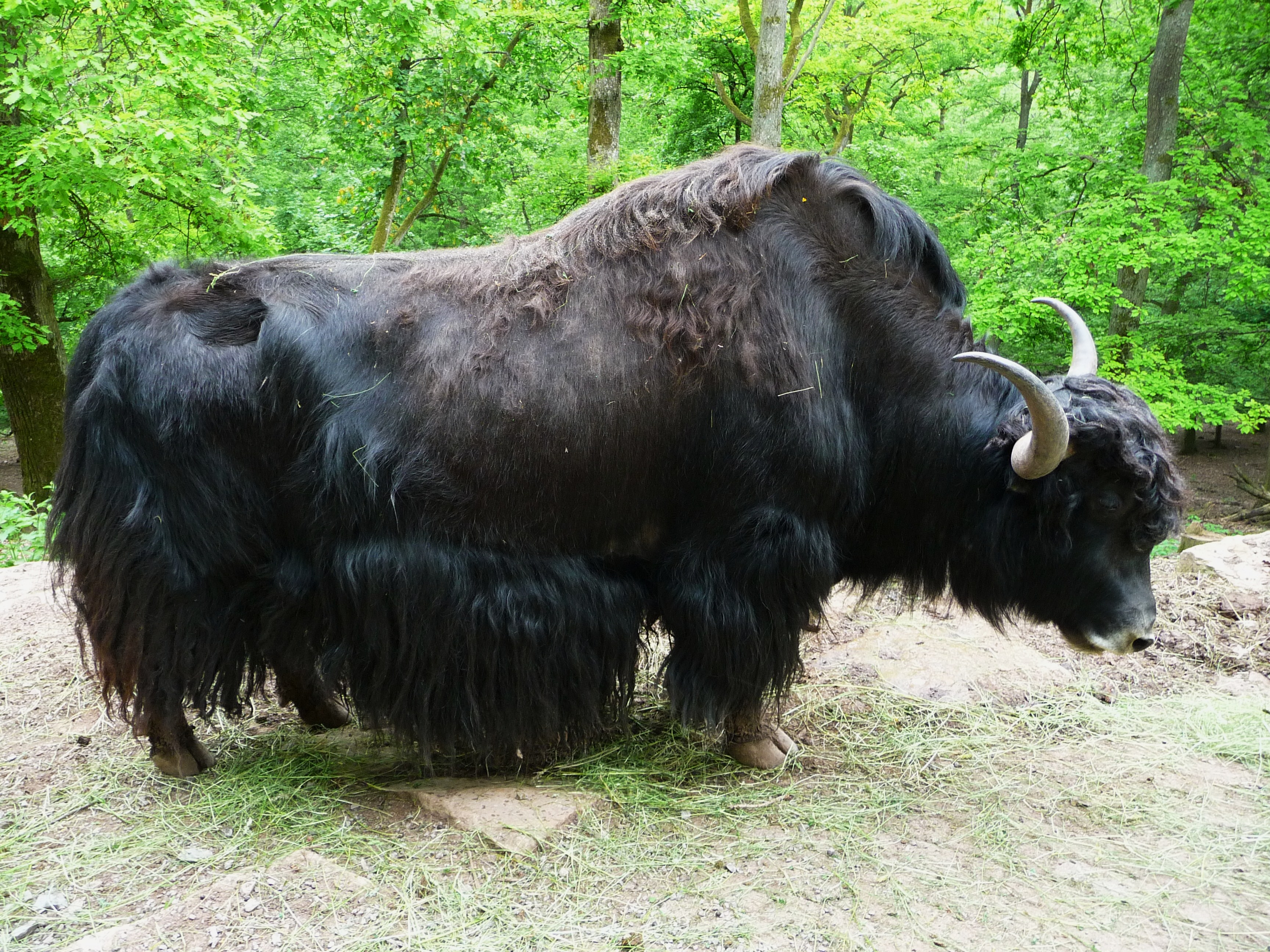
Iac

Iacul (Poephagus grunniens) este un mamifer rumegător din Tibet, mai mic decât bivolul, cu corpul masiv, acoperit de păr lung de culoare brună și cu o cocoașă pe ceafă. Specie de vite Bos grunniens, familia Bovidae, care trăiește în turme sălbatice în Tibet, la altitudini mari. Atinge o înălțime la greabăn de circa 2 m, are păr lung și aspru pe părțile laterale. Are coarne mari, curbate în sus și umeri aduși. Este amenințat cu dispariția. Trăiește în regiuni înalte (Tibet) în stare sălbatică, și domesticit (folosit ca animal de povară și pentru lapte, carne și lână).
Afinitatea bhutanezilor pentru carnea de iac este recunoscută. Carnea, în special carnea de iac, constituie principala mâncare pentru non-vegetarieni. Acest animal este cel mai comun în gospodăriile bhutanezilor. Nici o bucățică din acest animal nu este irosită, asemeni bananelor în India. Pe lângă carne, laptele de iac este transformat în brânză, iar pielea este prăjită și servită ca snack-uri la băuturi.